# Claudi Bassols i Iglesias
Claudi Bassols i Iglesias (Barcelona, 1886 - 28 d'octubre de 1970) fou un metge pediatre i psicopedagog català.
Es formà a la Facultat de Medicina de la Universitat de Barcelona, on es titulà l'any 1908. S'especialitzà en pediatria. Membre des de 1926 de la Societat Catalana de Pediatria de la que en fou president entre 1933 i 1934.
Es vinculà a les tasques i a la recerca sobre protecció de la infància, entrecreuant medecina i pedagogia. La seva activitat professional s'orientà vers tres grans camps: la protecció de la infància abandonada, la delinqüència infantil i juvenil i l'atenció als infants disminuïts psíquics.
Dirigí el Laboratori Psicotècnic del Tribunal Tutelar de Menors on col·laborà amb Eugenio Cuello Colón catedràtic de dret penal a la Universitat de Barcelona. Després del 1939 ho farà amb Piquer i Jover.
Bassols va ser un dels grans promotors a casa nostra de la protecció de la infància i de la higiene mental. Fou un difusor a Catalunya de les proves psicopedagògiques. En aquesta línia participà a l'Escola d'Estiu de 1930 on professà un curs sobre " Mesura psicològica escolar" per tal informar els mestres d'aquest mitjà de conèixer millor els seus alumnes i que publicà dos anys després.
Durant els anys vint convergí amb Lluís Folch i Torres al Grup Benèfic on desenvolupà l'observació i l'avaluació d'infants a partir dels tests. En crear-se el Tribunal per a Nens, tota una fita en segregar-los de la justícia ordinària, Claudi Bassols esdevingué metge de la institució desenvolupant-hi una important tasca convençut que, en la etiologia de la delinqüència infantil i juvenil, el factor social triplica en freqüència al factor psicològic. Aquest treballs d'observació eren recollits a la revista Infantia Nostra que ell dirigia i més tard a Arxius de Psicologia i Psiquiatria. També en les diverses monografies que publicà. Posteriorment assumirà la direcció del Laboratori psicotècnic del Tribunal Tutelar.
El 1928 forma part, com a director mèdic, de l'Institut Torremar de Vilassar de Dalt, creat per Lluís Folch i Torres adreçat a infants anormals i de condició humil per tal de cercar la seva inserció social. Allà posarà en pràctica els seus plantejaments psicològics i de pedagogia terapèutica.
Després de la guerra civil, el 1947, fundarà l'Institut Pro-Infancia a Barcelona juntament amb el pedagog Boada Bou. Des del 1952, formà part de l'Associació Espanyola de Neuropsiquiatria.

## Publicacions
- Secrets educatius. Llegint en la vida del meu pare. Barcelona: Gisbert i Vives, 1920
- Examen del nivel mental de los niños del Tribunal Tutelar de Barcelona. Barcelona: Yuste, 1928.
- Valoración del examen psicológico escolar. Barcelona:Impremta Comercial, 1932.
- Los Tribunales Tutelares en la obra preventiva de la delincuencia infantil. Barcelona: Publicaciones de la Revista Infantia Nostra, 1946.
- Ensayos de Pedagogía normal y terapéutica. Barcelona: Publicaciones de la Revista Infantia Nostra, 1952